# Katona Klári (album)
A Katona Klári Katona Klári 1990-ben megjelent válogatásalbuma, mely kizárólag a Presser Gáborral készített albumok dalaira korlátozódik.

## Dalok listája
1. Mint a filmeken
2. Egyszer volt...
3. Képzeld el
4. Titkos szobák szerelme
5. Játssz még
6. Miért nem próbálod meg velem?
7. Örökre szépek
8. Nagy találkozás
9. Legyen ünnep
10. Darabokra törted a szívem
11. Én szeretlek
12. Szívemet dobom eléd
13. Mozi
14. Mindig, mindig
15. Mama
16. Éjszakai üzenet